# Casablanca
Casablanca je najveći grad Maroka (3,1 milijun stanovnika, tj. 3,85 u širem području grada, po popisu iz rujna 2005.), te glavna marokanska luka na Atlantskom oceanu.

## Kultura
U gradu je ranih 1950-ih u četvrti zvanoj Bušbir živjelo oko 11 000 registriranih prostitutki, koje su većinom bile Maurke. Za djevojku se plaćalo od 15 centi na više. Većina djevojaka stupala je u Bušbir na ugovoreni rok od šestoriju mjeseci, a potom se, skupivši miraz, vraćala u sela, udavala i vjerojatno dalje živjela sretno.
- u pop-kulturi Casablanca je najpoznatija po istoimenom filmu iz 1942. s Humphreyem Bogartom i Ingrid Bergman u glavnim ulogama.

## Obrazovanje
- École de Management de Lyon
- Toulouse Business School

## Gradovi prijatelji
- Aleksandrija, Egipat
- Atena, Grčka
- Bangalore, Indija, od 1998.
- Bordeaux, Francuska, od 1988.
- Chicago, SAD, od 1982.[2]
- Dubai, UAE
- Istanbul, Turska
- İzmir, Turska
- Jakarta, Indonezija
- Kairo, Egipat
- Kuala Lumpur, Malezija[3]
- Pariz, Francuska
- Rio de Janeiro, Brazil
- Sankt Peterburg, Rusija[4]
- Sosnowiec, Poljska
- Šangaj, Kina (1986.)[5]
- Tokio, Japan, od 2004.

## Vanjske poveznice
Službena stranica  Arhivirana inačica izvorne stranice od 12. svibnja 2011. (Wayback Machine) (arap.) (engl.) (fr.) (šp.)